# Must Love Dogs
Must Love Dogs (bra: Procura-Se um Amor Que Goste de Cachorros; prt: Mulher com Cão Procura Homem com Coração) é um filme estadunidense de 2005, do gênero comédia romântica, dirigido e escrito por Gary David Goldberg baseado no livro homônimo de Claire Cook.

## Sinopse
Professora primária quarentona busca um novo amor após dolorosa separação, com a condição de que ele ame cachorros tanto quanto ela.

## Elenco
- Diane Lane como Sarah Nolan: Lane assumiu o papel porque queria fazer algo diferente de seus papéis recentes e queria manter as filmagens locais. Ela estava extremamente nervosa com qualquer improvisação que Cusack tivesse adicionado ao filme. Quando Cusack tentou fazê-la improvisar, ela pensou: "Eu não sinto essa confiança. Eu começo a corar muito e fico toda suada e, eu não sei. A velha escola".[4]
- John Cusack como Jake Anderson: estava prestes a fazer outro filme na Europa, mas declinou no último minuto. Ele se encontrou com Goldberg e depois de ler o roteiro eles pediram para ele estar no filme. Impressionado com os atores que já estavam no elenco, Cusack pensou, "é um ótimo pedigree, então fiquei feliz de ser convidado a participar de um grupo tão bom". Cusack sempre quisera trabalhar com Lane e seguira sua carreira há algum tempo.[5]
- Elizabeth Perkins as Carol Nolan: Kyra Sedgwick foi originalmente escalada para o papel.[6]
- Brad William Henke como Leo: Henke assumiu o papel porque "se apaixonou pelo fato de não ser um personagem estereotipado". A equipe não se importava com a aparência do personagem e ele era capaz de interpretar um cara normal.[7]
- Stockard Channing como Dolly
- Christopher Plummer como Bill Nolan
- Colin Egglesfield como David
- Ali Hillis como Christine Nolan
- Dermot Mulroney como Bob Connor
- Victor Webster como Eric
- Julie Gonzalo como June
- Jordana Spiro como Sherry
- Glenn Howerton como Michael
- Krikor Satamian como proprietário do restaurante armênio
- Michael Spound como Marc

## Produção
Goldberg foi o primeiro interessado em iniciar este projeto quando encontrou o livro de Cook. Ele achou que tinha muito humor e começou a trabalhar para conseguir os direitos do filme. Goldberg trabalhou em estreita colaboração com Cook, compartilhando todas as cópias de rascunho com ela e pedindo informações. Ele até a incluiu no processo de elenco. Apesar de Cook só ter feito isso no set duas vezes, ela ficou "tão satisfeita com o que eles fizeram. É realmente uma homenagem ao livro e um grande filme por si só".
O processo de Goldberg é apenas pegar um ator e depois escrever, reescrever e trabalhar no set. Goldberg estava constantemente trazendo novas páginas para o set, enquanto Cusack contribuía com idéias para ele trabalhar. Cusack também se apresentou em takes, onde Goldberg permitiu que ele dissesse o que saísse de sua boca.

### Madre Teresa
Goldberg escolheu um terra-nova para desempenhar o papel, embora fosse uma raça diferente no romance. Goldberg disse ser louco por esta raça e que "eles têm uma natureza tão doce e seus olhos são tão expressivos". Madre Teresa foi interpretada por duas fêmeas, Molly e Mabel. Lane explicou: "Como com as crianças, eles preferem contratar gêmeos" Os cães foram escolhidos quando eram apenas filhotes e treinados por Boone Narr por vários meses antes das filmagens. Durante as filmagens os cães ainda eram filhotes, sendo 6 meses de idade e 80 quilos. Quando a produção terminou, Goldberg adotou os dois cães. Parte do treinamento dos cães era seguir os comandos do treinador que estava situado fora da câmera enquanto focava a atenção no ator.

## Trilha sonora
| Faixa | Título                                  | Intérprete                                                                    | Duração |
| ----- | --------------------------------------- | ----------------------------------------------------------------------------- | ------- |
| 1     | "Brown Penny"                           | Christopher Plummer                                                           | 1:03    |
| 2     | "When Will I Be Loved?"                 | Linda Ronstadt                                                                | 3:29    |
| 3     | "The First Cut Is the Deepest"          | Sheryl Crow                                                                   | 3:47    |
| 4     | "Hey There Lonely Girl"                 | Eddie Holman                                                                  | 3:35    |
| 5     | "Don't It Feel Good"                    | Stephanie Bentley                                                             | 3:29    |
| 6     | "I Never"                               | Rilo Kiley                                                                    | 4:31    |
| 7     | "I'd Rather Be in Love with You"        | Susan Haynes                                                                  | 2:48    |
| 8     | "Dance All Night"                       | Ryan Adams                                                                    | 3:14    |
| 9     | "Shell"                                 | Susie Suh                                                                     | 4:29    |
| 10    | "What Kind of Love"                     | Rodney Crowell                                                                | 3:59    |
| 11    | "Prelude/Lara's Theme from Dr. Zhivago" | Erich Kunzel, Cincinnati Pops Orchestra                                       | 5:47    |
| 12    | "This Will Be (An Everlasting Love)"    | Natalie Cole                                                                  | 2:52    |
| 13    | "C'mon Get Happy!"                      | Diane Lane, Dermot Mulroney, Stockard Channing, Elizabeth Perkins, Ali Hillis | 1:03    |